# 6797 Östersund
6797 Östersund è un asteroide della fascia principale. Scoperto nel 1993, presenta un'orbita caratterizzata da un semiasse maggiore pari a 2,9166954 UA e da un'eccentricità di 0,0699689, inclinata di 1,13412° rispetto all'eclittica.